# Hilario Igón
Hilario Igón y del Royst   (?, 18-? - Madrid, 3 de abril de 1895) fue un militar, jurista y político español.  

## Biografía
Hilario Igón y del Royst ingresó en la carrera judicial y fue auditor militar, ocupando diversos destinos del orden civil y jurídico-militar entre 1839 y 1864. En 1866 se convirtió en miembro del desaparecido Tribunal Supremo de Guerra y Marina y del Tribunal Supremo. En el año 1868 abandonó el alto tribunal, regresando en 1875 y alcanzando la presidencia de una sala en 1878.
El 2 de abril de 1888 ocupó de forma interina la presidencia del Tribunal Supremo y 8 de julio de 1889 fue nombrado presidente titular. Se retiró el 16 de julio de 1892.
Miembro del Partido Conservador, fue senador por derecho propio entre 1891 y 1895. Falleció en la ciudad de Madrid.
| Predecesor: Eugenio Montero Ríos | Presidente del Tribunal Supremo 1889-1892 | Sucesor: Emilio Bravo Romero |